# Felice Vanassche
Felice Vanassche (25 juli 2000) is een Belgisch volleybalster. 

## Levensloop
Vanassche begon omstreeks haar tiende levensjaar met volleyballen bij Damesvolley Kuurne en sloot vervolgens aan bij VT Lendelede. Hierop aansluitend ging ze naar de Topsportschool Vilvoorde.
Vervolgens sloot ze aan bij VC Oudegem. Met deze club won ze in 2021-'22 de Beker van België. Na dat seizoen gaf ze aan te stoppen met volleybal op topniveau omwille van aanhoudende knieproblemen. Ze maakte vervolgens de overstap naar Damesvolley Waregem.
Haar beide ouders (Henk Van Assche en Trui Neyrinck) waren eveneens actief in het volleybal. Haar grootvader Jacques Neyrinck was omstreeks 1956 samen met zijn broers oprichter van Damesvolley Kuurne.